# George England
Pour les articles homonymes, voir England.
George England, né vers 1740 et mort en 1788, est un facteur d'orgues britannique. 

## Biographie
De son mariage avec la fille d'un autre facteur d'orgues, Richard Bridge, il est le père du facteur d'orgues George Pike England (en).

## Travaux
On lui doit les orgues, entre autres, de :
- Christ's Chapel of God's Gift (en)
- St Stephen Walbrook (1760)
- St Matthew Friday Street (en)
- St George's Church, Gravesend (en) (1764)
- St Michael and All Angels' Church, Ashton-under-Lyne (en) (1770)
- St Michael Queenhithe (en) (1779)
- St Mary Aldermary (1781)
- St Mildred, Poultry (en)
- St George's German Lutheran Church (en)
- Église Saint-Alfège de Greenwich